# Azobenzen reduktaza
Azobenzen reduktaza (EC 1.7.1.6, NC-reduktaza, NAD(P)H:1-(4'-sulfofenilazo)-2-naftolna oksidoreduktaza, oranž I azoreduktaza, azo reduktaza, azoreduktaza, nikotinamid adenin dinukleotid (fosfat) azoreduktaza, 2-zavisna azoreduktaza, dimetilaminobenzenska reduktaza, -dimetilaminoazobenzenska azoreduktaza, dibromopropilaminofenilazobenzoinska azoreduktaza, -dimetil-4-fenilazoanilin azoreduktaza, p-aminoazobenzenska reduktaza, metil crvena azoreduktaza, 2:4-(dimetilamino)azobenzenska oksidoreduktaza) je enzim sa sistematskim imenom N,N-dimetil-1,4-fenilendiamin, anilin:NADP+ oksidoreduktaza. Ovaj enzim katalizuje sledeću hemijsku reakciju
-dimetil-1,4-fenilenediamin + anilin + 2  NADP+ {\displaystyle \rightleftharpoons } 4-(dimetilamino)azobenzen + 2 NADPH + 2 H+
Reakcija se odvija u reverznom smeru.

## Literatura
- Nicholas C. Price; Lewis Stevens (1999). Fundamentals of Enzymology: The Cell and Molecular Biology of Catalytic Proteins (Third изд.). USA: Oxford University Press. ISBN 019850229X.
- Eric J. Toone (2006). Advances in Enzymology and Related Areas of Molecular Biology, Protein Evolution (Volume 75 изд.). Wiley-Interscience. ISBN 0471205036.
- Branden C; Tooze J. Introduction to Protein Structure. New York, NY: Garland Publishing. ISBN 0-8153-2305-0.
- Irwin H. Segel. Enzyme Kinetics: Behavior and Analysis of Rapid Equilibrium and Steady-State Enzyme Systems (Book 44 изд.). Wiley Classics Library. ISBN 0471303097.

## Spoljašnje veze
- Azobenzene+reductase на 